# Piorunka (szczyt)
Piorunka lub Pieronka (833 m) – szczyt w południowej części Pasma Leluchowskiego, które w polskiej regionalizacji fizycznogeograficznej według Jerzego Kondrackiego zaliczone zostały do Beskidu Sądeckiego, w nowszej regionalizacji z 2018 r. wraz z Górami Lubowelskimi do Pogórza Popradzkiego.
Piorunka znajduje się w krótkim bocznym grzbiecie odchodzącym na północny zachód od Kraczenia. Jest całkowicie porośnięta lasem i nie prowadzą przez nią żadne szlaki turystyczne. Po jej południowej stronie spływa potok Kraczoń, po północno-wschodniej potok Zimne. Piorunka znajduje się w granicach wsi Leluchów w województwie małopolskim, w powiecie nowosądeckim, w gminie Muszyna.